# Michaił Kuczinski
Michaił Iwanowicz Kuczinski (ros. Михаил Иванович Кучинский, biał.  Міхаіл Iванавіч Кучынскi, ur. 10 grudnia?/23 grudnia 1911 we wsi Prysna w rejonie mohylewskim, zm. 1 stycznia 1995 w Rostowie nad Donem) – radziecki lotnik wojskowy, Bohater Związku Radzieckiego (1945).

## Życiorys
Urodził się w białoruskiej rodzinie chłopskiej. Skończył 9 klas, uczył się w Mohylewskim Instytucie Chemiczno-Technologicznym, pracował w fabryce jedwabiu. W 1932 został powołany do Armii Czerwonej, w 1934 ukończył wojskową szkołę lotniczą w Tambowie, od stycznia 1943 uczestniczył w wojnie z Niemcami w 218 pułku lotnictwa szturmowego 299 Dywizji Lotnictwa Szturmowego, był zastępcą dowódcy eskadry, walczył na Froncie Briańskim, Centralnym, Białoruskim i 1 Białoruskim. Brał udział w bitwie pod Kurskiem, forsowaniu Desny, Dniepru i Prypeci, operacji homelsko-rzeczyckiej, operacji białoruskiej, bobrujskiej, mińskiej, brzesko-lubelskiej, warszawsko-poznańskiej, wiślańsko-odrzańska, pomorskiej i berlińskiej. Do 26 sierpnia 1944 wykonał 93 loty bojowe samolotem Ił-2, niszcząc wiele broni, sprzętu i siły żywej wroga. Do końca wojny wykonał ponad 130 lotów bojowych. W 1947 ukończył wyższe kursy oficerskie, w 1959 został zwolniony do rezerwy w stopniu podpułkownika.

## Odznaczenia
- Złota Gwiazda Bohatera Związku Radzieckiego (23 lutego 1945)
- Order Lenina (23 lutego 1945)
- Order Czerwonego Sztandaru (czterokrotnie, m.in. 24 sierpnia 1943 i 28 października 1943)
- Order Aleksandra Newskiego (6 lutego 1945)
- Order Wojny Ojczyźnianej I klasy (11 marca 1985)
- Order Wojny Ojczyźnianej II klasy (2 marca 1944)
- Order Czerwonej Gwiazdy
- Medal „Za zwycięstwo nad Niemcami w Wielkiej Wojnie Ojczyźnianej 1941–1945”
- Medal „Za wyzwolenie Warszawy”